# Spoorlijn 25
Spoorlijn 25 is een Belgische spoorlijn, die de twee grootste steden van het land, Brussel en Antwerpen, met elkaar verbindt.

## Geschiedenis
Het deel tussen Brussel en Mechelen was de allereerste spoorweg in België. Op 5 mei 1835 vertrokken drie treinen met 900 passagiers vanuit het toenmalige station Brussel-Groendreef naar het station Mechelen. De treinen werden getrokken door de Britse locomotieven "De Pijl", "De Olifant" en "Stephenson" (genoemd naar de leverancier, Robert Stephenson uit Newcastle). Het traject werd afgelegd in 45 tot 55 minuten. Het was de eerste door stoom aangedreven publieke spoorlijn op het Europese vasteland. Publieke spoorlijnen met paardentractie bestonden reeds tussen Saint-Étienne en Lyon en tussen Roanne en Andrézieux. Het volgde een traject buiten de stadswallen van Brussel, Vilvoorde en Mechelen, om het betalen van tolgeld te vermijden.
Mechelen werd aangeduid als het centrum van het nieuw te bouwen spoorwegennet: treinen zouden van hieruit in alle windrichtingen kunnen vertrekken. Zuidwaarts naar Brussel en Frankrijk, noordwaarts naar Antwerpen (en de haven), westwaarts naar Oostende (via Dendermonde, Gent en Brugge) en oostwaarts naar Leuven, Luik en Verviers.
Bijna een jaar later, op 3 mei 1836, kon de trein vanuit Mechelen verder rijden tot in Antwerpen, tot het toenmalige station Borgerhout, waar nu het Centraal Station staat. Op 26 september 1841 werd de lijn in de andere richting 1 km verlengd tot aan het huidige station Brussel-Noord.

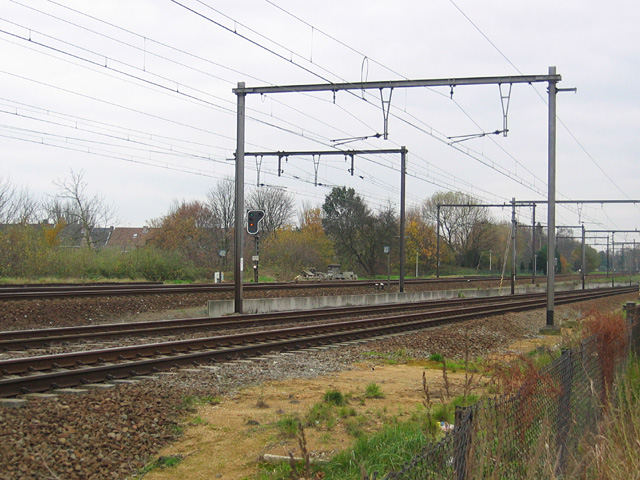
Tussen Berchem en Mortsel, net voor spoorlijn 27 wegdraait van spoorlijn 25

In het Interbellum werd de tweesporige lijn tussen Brussel en Antwerpen geëlektrificeerd. Tegelijkertijd werd de lijn tot 4 sporen uitgebreid. De oorspronkelijke lijn behield het nummer 25, de naastliggende lijn kreeg nummer 27. In de omgeving van Mechelen werd het spoor verhoogd en tussen Hove en Berchem werd het spoor in een uitgraving gelegd. Net voorbij Hove werden de nieuwe sporen (van spoorlijn 27) omgeleid. Door deze maatregelen werd spoorlijn 25 een expresslijn, dit wil zeggen kruisingsvrij tussen Brussel-Noord en Antwerpen-Centraal.
Exact 100 jaar na de eerste treinrit, op 5 mei 1935, reed de eerste elektrische trein (type 1935), met Koning Leopold III aan boord, op deze lijn onder 3000 volt. Hij haalde een snelheid van 120 km/u en legde het traject af in 31 minuten, met halte in Mechelen.
Op 25 maart 2007 werd de noord-zuidverbinding onder Antwerpen officieel geopend. Dit traject maakt vanaf dan ook deel uit van spoorlijn 25, die verlengd is tot station Antwerpen-Luchtbal, waar de lijn aansluit op HSL 4 en spoorlijn 12.
Spoorlijn 25 is dubbelsporig uitgevoerd met signalisatie om op tegenspoor te rijden. Er rijden enkel passagierstreinen op deze lijn. Het goederenvervoer rijdt over spoorlijn 27, die over bijna de hele lengte parallel loopt met lijn 25. Wisselen kan in Antwerpen, Kontich, Mechelen, Vilvoorde en Brussel. De maximumsnelheid bedraagt 160 km/u.

## Stations
Alle stations zijn voorzien van een hoog perron. Dit dateert uit de tijd van de eerste elektrische treinstellen, die nog geen uitstaptrede hadden om op een laag perron te kunnen uitstappen. Sinds 29 juni 2013 is het loket van het station Mortsel-Oude God gesloten, het is vervangen door een ticketautomaat. Ook de loketten van het station Duffel zijn sinds 1 juli 2015 dicht.

## Treindiensten
De NMBS verzorgt het personenvervoer met IC, L-, piekuurtreinen. Daarnaast wordt de route gebruikt door internationale diensten van Eurostar.
| Serie         | Treinsoort                    | Route | Bijzonderheden                                                                       |
| ------------- | ----------------------------- | --- | ------------------------------------------------------------------------------------ |
| IC 05         | Intercity (NMBS)              | Charleroi-Centraal – Brussel-Zuid – Antwerpen-Centraal – Antwerpen-Luchtbal                                                                              | Rijdt alleen op werkdagen.                                                           |
| IC 07         | Intercity (NMBS)              | Charleroi-Centraal – Brussel-Zuid – Antwerpen-Centraal – Essen                                                                                           | Rijdt alleen op werkdagen.                                                           |
| IC 08         | Intercity (NMBS)              | Antwerpen-Centraal – Mechelen – Brussels Airport-Zaventem – Hasselt                                                                                      |                                                                                      |
| IC 11         | Intercity (NMBS)              | Binche – La Louvière-Centrum – Brussel-Zuid – Schaarbeek [ – Mechelen – Turnhout ]                                                                       | Rijdt in het weekend tussen Binche en Schaarbeek.                                    |
| IC 22         | Intercity (NMBS)              | Brussel-Zuid – Mechelen – Antwerpen-Centraal |                                                                                      |
| IC 31         | Intercity (NMBS)              | [ Charleroi-Centraal – ] Brussel-Zuid – Mechelen – Antwerpen-Centraal                                                                                    | In het weekend vanaf Charleroi-Centraal.                                             |
| Eurostar 9100 | Eurostar (Eurostar)           | Amsterdam Centraal – Rotterdam Centraal – Brussel-Zuid – Lille-Europe – London St Pancras International                                                  | Rijdt niet in Nederland in 2025. Wordt mogelijk in de loopt van 2025 weer opgestart. |
| 9200 IC 35    | EuroCity, Beneluxtrein (NMBS) | Rotterdam Centraal – Breda – Noorderkempen – Antwerpen-Centraal – Mechelen – Brussels Airport-Zaventem – Brussel-Noord – Brussel-Centraal – Brussel-Zuid | Via HSL Schiphol - Antwerpen.                                                        |
| Eurostar 9300 | Eurostar (Eurostar)           | Amsterdam Centraal – Schiphol Airport – Rotterdam Centraal – Antwerpen-Centraal – Brussel-Zuid – Paris-Nord                                              | Via HSL. Diverse ritten alleen tussen Amsterdam en Brussel.                          |
| P 7255/8265   | Piekuurtrein (NMBS)           | Noorderkempen – Antwerpen-Centraal | Rijdt alleen op werkdagen.                                                           |
| P 7720/8720   | Piekuurtrein (NMBS)           | Jemeppe-sur-Sambre – Charleroi-Centraal – Brussel-Zuid – Schaarbeek                                                                                      | Rijdt alleen op werkdagen.                                                           |
| P 8220        | Piekuurtrein (NMBS)           | [ Hamont – ] / [ Essen – Antwerpen-Centraal – ] Leuven – Heverlee                                                                                        | Een trein op zondagavond.                                                            |

### Gewestelijk Expresnet
Op het traject rijdt het Gewestelijk Expresnet de volgende routes:
| Serie     | Treinsoort               | Route                                                                       | Bijzonderheden |
| --------- | ------------------------ | --------------------------------------------------------------------------- | --- |
| S 1       | S-trein Brussel (NMBS)   | Charleroi-Centraal – /Nijvel – Brussel-Zuid – Mechelen – Antwerpen-Centraal | Op zondag een deel Brussel-Noord - Nijvel en een deel Brussel-Zuid - Antwerpen-Centraal. Tijdens de week eerste en laatste ritten van/naar Charleroi-Centraal. |
| S 32 2350 | S-trein Antwerpen (NMBS) | Puurs – Antwerpen-Centraal – Essen                                          | Rijdt alleen op werkdagen. |
| S 32 2550 | S-trein Antwerpen (NMBS) | Puurs – Antwerpen-Centraal – Essen – Roosendaal                             | |

## Aansluitingen
In de volgende plaatsen is of was er een aansluiting op de volgende spoorlijnen:
Brussel-Noord
Spoorlijn 0 tussen Brussel-Noord en Brussel-Zuid
Spoorlijn 27 tussen Brussel-Noord en Antwerpen-Centraal
Spoorlijn 36 tussen Brussel-Noord en Luik-Guillemins
Spoorlijn 36N tussen Brussel-Noord en Leuven
Spoorlijn 50 Brussel-Noord en Gent-Sint-Pieters
Spoorlijn 161/2 tussen Brussel-Noord en Y Josaphat
Schaarbeek
Spoorlijn 26 tussen Schaarbeek en Halle
Spoorlijn 26A tussen Schaarbeek en Y Haren noord
Spoorlijn 26B tussen Schaarbeek en Y Haren noord
Spoorlijn 27 tussen Brussel-Noord en Antwerpen-Centraal
Spoorlijn 27D tussen Brussel-Noord en Schaarbeek-Vorming
Spoorlijn 27E in de bundel van Schaarbeek-Vorming
Spoorlijn 27F in de bundel van Schaarbeek-Vorming
Spoorlijn 36 tussen Brussel-Noord en Luik-Guillemins
Spoorlijn 25N tussen Y Albertbrug en Y Abeelstraat
Spoorlijn 36N tussen Brussel-Noord en Leuven
Spoorlijn 161 tussen Schaarbeek en Namen
Vilvoorde
Spoorlijn 27 tussen Brussel-Noord en Antwerpen-Centraal
Y Abeelstraat
Spoorlijn 25N tussen Y Albertbrug en Mechelen-Nekkerspoel
Mechelen-Nekkerspoel
Spoorlijn 25N tussen Y Albertbrug en Mechelen-Nekkerspoel
Spoorlijn 27 tussen Brussel-Noord en Antwerpen-Centraal
Spoorlijn 27B tussen Y Weerde en Antwerpen-Zuid
Y Vrouwvliet
Spoorlijn 27B tussen Y Weerde en Antwerpen-Zuid
Kontich-Lint
Spoorlijn 13 tussen Kontich-Lint en Lier
Spoorlijn 27 tussen Brussel-Noord en Antwerpen-Centraal
Hove
Spoorlijn 27 tussen Brussel-Noord en Antwerpen-Centraal
Mortsel-Oude-God
Spoorlijn 27A tussen Hoboken-Kapelstraat en Bundel Rhodesië
Spoorlijn 61 tussen Mortsel/Kontich en Aalst
Antwerpen-Berchem
Spoorlijn 27 tussen Brussel-Noord en Antwerpen-Centraal
Spoorlijn 59/1 tussen Antwerpen-Centraal en Y West Berchem
Antwerpen-Luchtbal
HSL 4 tussen Schiphol en Antwerpen-Luchtbal
Spoorlijn 12 tussen Antwerpen en Lage Zwaluwe

## Kunstwerken
- Tunnel van Mortsel: 252 m
- Noord-zuidverbinding (Antwerpen): 1200 m